# 超紅足球會
超紅足球會（Super Reds FC）是一支韩国在2007年至2009年之間在新加坡職業足球聯賽創建的職業足球俱樂部。  
球队是由在新加坡的韩国人社区一手建立起来的。球队也得到了包括新加坡韩国人协会，韩国人商会和韩国驻新加坡大使馆等官方机构的支持。球队的主體育場為義顺體育場。

## 各賽事歷年成績

### 新加坡職業足球聯賽
- 2007: 第十二名
- 2008: 亞軍
- 2009: 第五名

### 新加坡盃
- 2007 - 第一輪
- 2008 - 半準決賽
- 2009 - 第一輪

### 新加坡聯賽盃
- 2007 - 半準決賽
- 2008 - 亞軍
- 2009 - 半準決賽

## 外部連結
- S.League中韩国超红足球俱乐部资料 （页面存档备份，存于）